# Eisner-Iger Studio
Eisner and Iger Studio —conocida también como Eisner & Iger o Syndicated Features Corporation— fue una empresa editorial fundada en 1936 que producía historietas a pedido para editoriales que ingresaban al nuevo medio a finales de las décadas de 1930 y 1940, un período que los fanáticos e historiadores denominan como la Edad de oro de las historietas. Fundada por Will Eisner y Jerry Iger, muchos de los creadores de cómics más importantes, incluido Jack Kirby, ingresaron al campo por sus puertas.
El estudio estuvo detrás de Planet Comics, Jungle Comics y Jumbo Comics, entre otros. Además de los cómics, la empresa también vendió tiras cómicas a color a periódicos, tales como Adventures of the Red Mask and Pop's Night Out. 
Después que Eisner se retirara de la compañía entre finales de 1939 y principios de 1940, Iger continuaría empaquetando cómics como SM Iger Studio, sumando a una nueva socia,Ruth Roche. SM Iger Studio funcionó hasta 1961.

## Creadores
Diversos creadores notables estuvieron asociados con Eisner & Iger y S. M. Iger Studio (en paréntesis, años que trabajaron para la compañía):

### Eisner & Iger
- Vince Alascia (1938–1939)
- Bernard Baily (1937–1939)
- Alex Blum[4] (1938–1939)
- Toni Blum (1938–1939)
- Dick Briefer (1937–1939)
- Nick Cardy (1939)
- Louis Cazeneuve (1939)
- Reed Crandall[5] (1939)
- Will Eisner (1937–1939)
- Robert Farrell (1939)
- Lou Fine (1938–1939)
- Fletcher Hanks (1939)
- Bob Kane (1937–1938)
- Jack Kirby (1937–1938)
- Mort Meskin (1938–1939)
- Charles Nicholas (1939)
- Bob Powell (1938–1939)
- Charles Sultan (1939)
- George Tuska (1939)[6]
- Chic Stone (intern, 1939)[7]

### S. M. Iger Studio
- Nina Albright (1943–1944)
- Matt Baker (1944–1948)
- Alex Blum[4] (1940-1942)
- Toni Blum (1940–1942)
- Ann Brewster (c. 1944–1948)
- Nick Cardy (1940–1942)
- Louis Cazeneuve (1940–1941)
- John Celardo (1940–1941)
- Al Fagaly (c. 1941)
- Myron Fass (1949–c. 1953)
- Al Feldstein (1941–1948)
- Al Gabriele (c. 1941–1942)
- Frank Giacoia[8] (1941)
- Dick Giordano (1951–1952)
- Fletcher Hanks (1940)
- Jack Kamen (1942, 1946–1952)
- Henry C. Kiefer (c. 1940–c. 1953)
- Joe Kubert (c. 1942)
- Mort Leav (1941–1943)
- Jim Mooney (1940–1942)
- Ruben Moreira (1942–1943)
- Charles Nicholas (1940–1942)
- Klaus Nordling (1940–1941)
- Don Perlin (1949–1950)
- Al Plastino (1940–1941)
- Bob Powell (1940–1943)
- Don Rico (comienzo de la década de 1940)
- Art Saaf (1941–1942)
- Jerry Siegel (Comienzos de la década de 1950)
- Sal Trapani (1950–1953)
- George Tuska (1940–1941)[6]